# Brani musicali di Domenico Modugno

## Canzoni
la barchetta dell'amuri(cantata con la moglie)

## Manifestazioni canore
Festival di Sanremo 
- 1956 Musetto (La più bella sei tu) (solo composizione, cantata da Gianni Marzocchi) (8º posto)
- 1958 Nel blu dipinto di blu (con Johnny Dorelli) (1º posto)
- 1959 Piove (con Johnny Dorelli) (1º posto)
- 1960 Libero (con Teddy Reno) (2º posto)
- 1962 Addio... addio... (con Claudio Villa) (1º posto)
- 1964 Che me ne importa... a me (con Frankie Laine) (2º posto)
- 1966 Dio, come ti amo (con Gigliola Cinquetti) (1º posto)
- 1967 Sopra i tetti azzurri del mio pazzo amore (con Gidiuli) (Non finalista)
- 1968 Il posto mio (composta da Tony Renis) (Non finalista)
- 1971 Come stai? (con Carmen Villani) (6º posto)
- 1972 Un calcio alla città (14º posto)
- 1974 Questa è la mia vita (2º posto)

 Festival di Napoli 
- 1957 Lazzarella (solo composizione, cantata da Aurelio Fierro) (2º posto)
- 1964 Tu si' 'na cosa grande (con Ornella Vanoni) (1º posto)
- 1966 Sole malato (solo composizione, cantata da Peppino Gagliardi e Mario Abbate) (12º posto)
- 1967  'O Vesuvio (composizione ed esecuzione, con Sergio Bruni) (2º posto)

 Eurovision Song Contest 
- 1958 Nel blu dipinto di blu (3º posto)
- 1959 Piove (6º posto)
- 1966 Dio, come ti amo (17º posto)

 Un disco per l'estate 
- 1965 Come si fa a non volerti bene (Non finalista)

 Canzonissima 
- 1966 (Scala reale): Dio come ti amo (non finalista)
- 1967 (Partitissima): Piove / Meraviglioso (4º posto)
- 1969 (Canzonissima 1969): Vecchio frac / Come hai fatto (4º posto)
- 1971 (Canzonissima 1971): Meraviglioso / La lontananza (non finalista)

## Collaborazioni
- Con Delia Scala: Duetto sì o no
- Con Franco Franchi e Ciccio Ingrassia: Tre somari e tre briganti
- Con Francesca Guadagno: Piange... il telefono
- Con Francesca Guadagno: Il passero
- Con figlio Massimo Modugno: Delfini (Sai che c'è)
- Con Catherine Spaak: Che cos'è un bacio

## Canzoni interpretate da altri artisti
Le versioni di canzoni scritte da Modugno e interpretate da altri artisti sono innumerevoli; qui si elencano quelle più conosciute e di più facile reperibilità, ordinate alfabeticamente. Sono elencate anche quelle (come ad esempio Lazzarella) scritte in origine per altri autori e poi successivamente cantate anche da Modugno.
| Canzone                                                                    | Artista                                               | Anno | Incisione |
| -------------------------------------------------------------------------- | ----------------------------------------------------- | ---- | --- |
| Addio... addio...                                                          | Claudio Villa                                         | 1962 | 45 giri |
| Addio addio                                                                | Gian Costello                                         | 1962 | 45 giri |
| Amara terra mia                                                            | Ermal Meta                                            | 2017 | Sanremo 2017 |
| Amara terra mia                                                            | Mina                                                  | 2001 | Sconcerto |
| Amara terra mia                                                            | Ana Belén                                             | 2003 | Viva l'Italia |
| Amara terra mia                                                            | Folkabbestia                                          | 2006 | 25-60-38. Breve saggio sulla canzone italiana                                                                    |
| Amara terra mia                                                            | Ginevra Di Marco                                      | 2006 | Stazioni Lunari prende terra a Puerto Libre                                                                      |
| Amara terra mia                                                            | Pietra Montecorvino                                   | 2009 | Italiana |
| Amara terra mia                                                            | Radiodervish                                          | 2006 | Amara terra mia                                                                                                  |
| Buon Natale a tutto il mondo                                               | Jimmy Fontana                                         | 1961 | 45 giri |
| Buon Natale A Tutto Il Mondo                                               | Irene Grandi                                          | 2008 | Canzoni per Natale                                                                                               |
| Che me ne importa... a me                                                  | Topo Gigio                                            | 1975 | 45 giri |
| Che me ne importa... a me                                                  | Frankie Laine                                         | 1964 | 45 giri |
| Che me ne importa... a me                                                  | Roberto Rangone                                       | 1964 | Sanremo 1964 |
| Come hai fatto                                                             | Mina                                                  | 2001 | Sconcerto |
| Come stai?                                                                 | Carmen Villani                                        | 1971 | 45 giri |
| Come stai?                                                                 | Claudio Baglioni                                      | 1971 | (incisione reperibile solo su bootleg)                                                                           |
| Cosa sono le nuvole                                                        | Piccola Orchestra Avion Travel                        | 1990 | Bellosguardo |
| Cosa sono le nuvole                                                        | Stefano Bollani                                       | 2006 | I Visionari |
| Cosa sono le nuvole                                                        | Paolo Benvegnù                                        | 2007 | 14-19 (EP) |
| Dalla mia finestra sul cortile                                             | Alida Chelli                                          | 1961 | 45 giri |
| Dio, come ti amo (pur col titolo Dios, como te amo; in spagnolo)           | Gigliola Cinquetti                                    | 1966 | 45 giri |
| Dio, come ti amo (col titolo Oh God how much I love you; in inglese)       | Shirley Bassey                                        | 1991 | Keep the Music Playing                                                                                           |
| Dio, come ti amo (col titolo Deus, como te amo; in portoghese)             | Roberta Miranda                                       | 1997 | Vida |
| Dio, come ti amo                                                           | Iva Zanicchi                                          | 1998 | Estasi d'amore                                                                                                   |
| Dio come ti amo                                                            | Luciano Tajoli                                        | 1996 | Canzoniere italiano                                                                                              |
| Dio, come ti amo                                                           | Mina                                                  | 2001 | Sconcerto |
| Dio, come ti amo                                                           | Paola Turci                                           | 2009 | Attraversami il cuore                                                                                            |
| Dio, come ti amo                                                           | Marivana Viscuso                                      | 2016 | L'anniversario del ragazzo del sud                                                                               |
| Farfalle                                                                   | Franco e i "G.5"                                      | 1959 | 45 giri |
| Io                                                                         | Elio Mauro                                            | 1958 | 45 giri |
| Io                                                                         | Claudio Villa                                         | 1959 | 45 giri |
| Io                                                                         | Fred Buscaglione                                      | 1959 | 45 giri |
| Io                                                                         | I Brutos                                              | 1961 | Les Brutos à l'Olympia                                                                                           |
| Io (col titolo Ask me; in inglese)                                         | Elvis Presley                                         | 1964 | 45 giri |
| Io, mammeta e tu                                                           | Renato Carosone                                       | 1955 | 45 giri |
| Io, mammeta e tu                                                           | Carla Boni e Gino Latilla                             | 1956 | Carla Boni, Gino Latilla con l'Orchestra Angelini                                                                |
| Io, mammeta e tu                                                           | Nino Taranto                                          | 1957 | 45 giri |
| Io, mammeta e tu                                                           | Gorni Kramer                                          | 1957 | EP |
| Io, mammeta e tu                                                           | I Vianella                                            | 1976 | Napoli vent'anni dopo                                                                                            |
| Io, mammeta e tu                                                           | Karl Zéro                                             | 2001 | Songs for cabriolets and otros tipos de vehiculos                                                                |
| Io, mammeta e tu                                                           | Roberto Murolo                                        | 1994 | Tu si' 'na cosa grande: Tributo                                                                                  |
| Io, mammeta e tu                                                           | Edoardo Vianello                                      | 2002 | Tutte in un colpo..come farabbero i marziani\|                                                                   |
| Io, mammeta e tu                                                           | Massimo Ranieri                                       | 2003 | Nun è acqua |
| Io, mammeta e tu                                                           | Mario Trevi                                           | 2011 | Napoli Turbo Folk                                                                                                |
| La donna riccia                                                            | Renato Carosone                                       | 1957 | 45 giri |
| La donna riccia                                                            | Abbe Lane                                             | 1958 | 45 giri |
| La donna riccia                                                            | Mina                                                  | 2001 | Sconcerto |
| La donna riccia                                                            | Edoardo Vianello                                      | 2008 | Replay - L'altra mia estate                                                                                      |
| La donna riccia                                                            | Mario Da Vinci                                        | 2004 | Canta Modugno |
| La lontananza                                                              | Fausto Cigliano                                       | 1973 | Piccola storia della canzone italiana                                                                            |
| La lontananza                                                              | Francesca Gollini                                     | 1993 | Nell'ambito della trasmissione televisiva Non è la RAI                                                           |
| La lontananza                                                              | Letizia Mongelli                                      | 1995 | Non è la Rai gran finale                                                                                         |
| La lontananza                                                              | Mina                                                  | 2001 | Sconcerto |
| La lontananza                                                              | Emma                                                  | 2010 | A me piace così                                                                                                  |
| La sveglietta                                                              | Renato Carosone                                       | 1956 | 45 giri |
| Lazzarella                                                                 | Aurelio Fierro                                        | 1957 | 45 giri |
| Lazzarella                                                                 | Renato Carosone                                       | 1957 | 45 giri |
| Lazzarella (col titolo Lazzarelle; in francese)                            | Dalida                                                | 1958 | Gondolier |
| Lazzarella                                                                 | Giorgio Consolini                                     | 1957 | 45 giri |
| Lazzarella                                                                 | I Vianella                                            | 1976 | Napoli vent'anni dopo                                                                                            |
| Lazzarella                                                                 | Nino D'Angelo                                         | 1988 | Le canzoni che cantava mammà                                                                                     |
| Lazzarella                                                                 | Roberto Murolo, Eugenio Bennato e Pietra Montecorvino | 1994 | Tu si' 'na cosa grande: Tributo                                                                                  |
| Lazzarella                                                                 | Massimo Ranieri                                       | 2005 | Accussì grande                                                                                                   |
| Lazzarella                                                                 | Renzo Arbore                                          | 2006 | Le più belle canzoni di Renzo Arbore                                                                             |
| Lazzarella                                                                 | Mario Trevi                                           | 2011 | Napoli Turbo Folk                                                                                                |
| Libero                                                                     | Teddy Reno                                            | 1960 | 45 giri |
| Libero                                                                     | Peppino Di Capri                                      | 1960 | 45 giri |
| Libero                                                                     | Elda Bianchi                                          | 1960 | 45 giri |
| Libero                                                                     | Caterina Valente                                      | 1960 | EP |
| Libero                                                                     | Enzo Amadori                                          | 1960 | 45 giri |
| Lu minaturi                                                                | Piccola Orchestra Avion Travel                        | 2000 | Storie d'amore                                                                                                   |
| Lu minaturi                                                                | Uomini in frac                                        | 2008 | omaggio a Domenico Modugno                                                                                       |
| Malarazza (versione romana)                                                | Il Muro del Canto                                     | 2013 | Ancora Ridi |
| Malarazza                                                                  | E Zezi                                                | 2003 | Diavule A Quatto                                                                                                 |
| Malarazza                                                                  | Roy Paci & Aretuska                                   | 2005 | Parola d'onore                                                                                                   |
| Malarazza                                                                  | Ginevra Di Marco                                      | 2006 | Stazioni Lunari prende terra a Puerto Libre                                                                      |
| Malarazza                                                                  | Carmen Consoli                                        | 2007 | (bootleg dal vivo)                                                                                               |
| Malarazza                                                                  | Lautari                                               | 2007 | Arrè |
| Malarazza                                                                  | Peppe Voltarelli                                      | 2009 | Solo dal vivo |
| Meraviglioso                                                               | Joe Damiani trio                                      | 2010 | Canta Modugno vol. 1                                                                                             |
| Meraviglioso                                                               | Negramaro                                             | 2008 | Negramaro San Siro Live                                                                                          |
| Milioni di scintille                                                       | Joe Sentieri                                          | 1959 | 45 giri |
| Musetto                                                                    | Christian De Sica                                     | 1994 | Sono tre parole                                                                                                  |
| Musetto                                                                    | Gianni Marzocchi                                      | 1956 | 45 giri |
| Musetto                                                                    | Iller e i suoi 5                                      | 1956 | 10 ballabili con Iller e i suoi 5                                                                                |
| Musetto                                                                    | Quartetto Cetra                                       | 1956 | 45 giri |
| Musetto                                                                    | Lelio Luttazzi                                        | 1956 | 45 giri |
| 'Na musica                                                                 | Roberto Murolo                                        | 1994 | Tu si' 'na cosa grande: Tributo                                                                                  |
| Nel blu dipinto di blu (col titolo Volare (Nel blu dipinto di blu))        | Frank Sinatra                                         |      | |
| Nel blu dipinto di blu                                                     | Luciano Pavarotti                                     |      | |
| Nel blu dipinto di blu                                                     | Johnny Dorelli                                        | 1958 | 45 giri |
| Nel blu dipinto di blu                                                     | Fred Buscaglione                                      | 1958 | 45 giri |
| Nel blu dipinto di blu                                                     | Natalino Otto                                         | 1958 | 45 giri |
| Nel blu dipinto di blu                                                     | Convers                                               | 1958 | EP Jolly, EPJ 1019                                                                                               |
| Nel blu dipinto di blu                                                     | Nicola Arigliano                                      | 1958 | 45 giri Columbia, SCMQ 1093                                                                                      |
| Nel blu dipinto di blu (strumentale)                                       | Alberto Semprini                                      | 1958 | 45 giri |
| Nel blu dipinto di blu                                                     | Aurelio Fierro                                        | 1958 | Aurelio Fierro a Sanremo                                                                                         |
| Nel blu dipinto di blu (strumentale)                                       | Edoardo Lucchina                                      | 1958 | I motivi di Sanremo                                                                                              |
| Nel blu dipinto di blu                                                     | Claudio Villa                                         | 1958 | 78 giri |
| Nel blu dipinto di blu                                                     | Nilla Pizzi                                           | 1958 | 78 giri |
| Nel blu dipinto di blu (col titolo Dans le bleu du ciel bleu; in francese) | Dalida                                                | 1958 | Les gitans |
| Nel blu dipinto di blu                                                     | Dean Martin                                           | 1958 | 45 giri |
| Nel blu dipinto di blu                                                     | Milva                                                 | 1959 | La mia storia |
| Nel blu dipinto di blu                                                     | Gino Latilla                                          | 1959 | 45 giri |
| Nel blu dipinto di blu                                                     | Bobby Rydell                                          | 1960 | 45 giri |
| Nel blu dipinto di blu                                                     | Vittorio Paltrinieri                                  | 1960 | 45 giri |
| Nel blu dipinto di blu                                                     | Giacomo Rondinella                                    | 1960 | 45 giri |
| Nel blu dipinto di blu                                                     | Jula de Palma                                         | 1961 | 45 giri |
| Nel blu dipinto di blu                                                     | Dora Musumeci                                         | 1961 | 24 motivi al pianoforte                                                                                          |
| Nel blu dipinto di blu                                                     | Caterina Valente                                      | 1962 | 45 giri |
| Nel blu dipinto di blu (col titolo Volare; in inglese)                     | Wayne Newton                                          | 1963 | 45 giri |
| Nel blu dipinto di blu                                                     | Cliff Richard                                         | 1965 | Per un bacio d'amor                                                                                              |
| Nel blu dipinto di blu (col titolo Mr. Volare; in inglese)                 | I Delfini                                             | 1966 | 45 giri |
| Nel blu dipinto di blu                                                     | Rita Pavone                                           | 1969 | Rita Pavone (album pubblicato solo in Germania)                                                                  |
| Nel blu dipinto di blu                                                     | Al Martino                                            | 1975 | 45 giri |
| Nel blu dipinto di blu                                                     | MusicaItalia per l'Etiopia                            | 1985 | 45 giri |
| Nel blu dipinto di blu                                                     | David Bowie                                           | 1986 | Absolute Beginners                                                                                               |
| Nel blu dipinto di blu (col titolo Volare)                                 | Gipsy Kings                                           | 1990 | Volare |
| Nel blu dipinto di blu (col titolo Volare)                                 | Al Bano                                               | 1999 | Volare |
| Nel blu dipinto di blu                                                     | Mina                                                  | 2001 | Sconcerto |
| Nel blu dipinto di blu                                                     | Paul McCartney                                        | 2003 | Live at Colosseum, 2003                                                                                          |
| Nel blu dipinto di blu                                                     | Claudio Baglioni                                      | 2006 | Quelli degli altri tutti qui                                                                                     |
| Nel blu dipinto di blu                                                     | Naïf Hérin                                            | 2010 | dal vivo |
| Nel blu dipinto di blu                                                     | Ray Conniff                                           | 1996 | Tico Tico |
| Nel blu dipinto di blu                                                     | Lara Saint Paul                                       | 1981 | Bravo |
| Nel blu dipinto di blu                                                     | Teppisti di Sogni                                     | 1996 | Piccolo fiore |
| Nel blu dipinto di blu                                                     | Umberto Marcato                                       | 1960 | Romantica |
| Nel blu dipinto di blu                                                     | Franco Pagani                                         | 1960 | The heart of Italy                                                                                               |
| Nel blu dipinto di blu                                                     | Nunzio Gallo                                          | 1960 | Sanremo best songs                                                                                               |
| Nel blu dipinto di blu                                                     | Rocky Roberts                                         | 2005 | Un grande del rhythm and blues                                                                                   |
| Nel blu dipinto di blu                                                     | Irene Fargo                                           | 2016 | Il cuore fa |
| Nel blu dipinto di blu                                                     | Mario Trevi                                           | 2010 | Napoli Turbo Folk, dal vivo                                                                                      |
| Nisciuno po' sapé                                                          | Franco e i "G.5"                                      | 1958 | Franco e i "G.5" presenta la voce di Gian Costello                                                               |
| Nisciuno po' sapé                                                          | Roberto Murolo                                        | 1994 | Tu si' 'na cosa grande: Tributo                                                                                  |
| Notte di luna calante                                                      | Peppino Di Capri                                      | 1960 | 45 giri |
| Notte di luna calante                                                      | Gap Band                                              | 2008 | Omaggio a Domenico Modugno                                                                                       |
| Notte di luna calante                                                      | Miranda Martino                                       | 1962 | Miranda Martino                                                                                                  |
| Notte di luna calante                                                      | Gianni Morandi                                        | 1978 | Old Parade |
| Notte di luna calante                                                      | Mina                                                  | 2001 | Sconcerto |
| 'O ccafè                                                                   | Massimo Ranieri                                       | 2003 | Nun è acqua |
| 'O ccafè                                                                   | Roberto Murolo                                        | 1994 | Tu si' 'na cosa grande: Tributo                                                                                  |
| Pasqualino maragià                                                         | Franco e i "G.5"                                      | 1958 | Un fiorentino a Napoli                                                                                           |
| Pasqualino maragià                                                         | Mina                                                  | 2001 | Sconcerto |
| Pasqualino maragià                                                         | Roberto Murolo e la Nuova Compagnia di Canto Popolare | 1994 | Tu si' 'na cosa grande: Tributo                                                                                  |
| Piove                                                                      | Johnny Dorelli                                        | 1959 | 45 giri |
| Piove                                                                      | Sergio Endrigo (con lo pseudonimo Sergio Doria)       | 1959 | 45 giri |
| Piove                                                                      | Fred Buscaglione                                      | 1959 | 45 giri |
| Piove                                                                      | Teddy Reno                                            | 1959 | EP |
| Piove                                                                      | Gino Rotigliano                                       | 1959 | 45 giri |
| Piove                                                                      | Jimmy Fontana                                         | 1959 | 45 giri |
| Piove                                                                      | Dora Musumeci                                         | 1961 | 24 motivi al pianoforte                                                                                          |
| Piove (col titolo Piove (ciao ciao bambina))                               | Al Bano                                               | 1999 | Volare |
| Piove                                                                      | Renzo Arbore                                          | 2002 | Tonite Renzo Swing!                                                                                              |
| Piove                                                                      | Noemi                                                 | 2009 | Premio Città dei Cavalieri di Malta                                                                              |
| Piove                                                                      | Diodato                                               | 2014 | A ritrovar bellezza                                                                                              |
| Ragazzo del sud                                                            | Adriano Celentano                                     | 2007 | Dormi amore, la situazione non è buona                                                                           |
| Resta cu'mme                                                               | Ugo Calise                                            | 1958 | 45 giri |
| Resta cu'mme                                                               | Quartetto Radar                                       | 1958 | Un disco...dei Radar                                                                                             |
| Resta cu' mme                                                              | Elio Mauro                                            | 1958 | EP |
| Resta cu' mme                                                              | Wera Nepy                                             | 1958 | EP |
| Resta cu' mme                                                              | Nicola Arigliano                                      | 1958 | 45 giri Columbia, SCMQ 1110                                                                                      |
| Resta cu' mme                                                              | Enzo Amadori                                          | 1959 | 45 giri |
| Resta cu' mme                                                              | Dora Musumeci                                         | 1961 | 24 motivi al pianoforte                                                                                          |
| Resta cu' mme                                                              | Marcella Bella                                        | 1976 | Bella |
| Resta cu' mme                                                              | Mina                                                  | 2001 | Sconcerto |
| Resta cu' mme                                                              | Roberto Murolo                                        | 1994 | Tu si' 'na cosa grande: Tributo                                                                                  |
| Resta cu' mme (col titolo Stay here with me; in inglese)                   | Renzo Arbore                                          | 2002 | Tonite Renzo Swing!                                                                                              |
| Resta cu' mme (col titolo "Resta con me")                                  | Morgan                                                | 2009 | Italian Songbook Volume 1                                                                                        |
| Se Dio vorrà                                                               | Mario Perrone                                         | 1961 | 45 giri RCA Italiana PM 3049                                                                                     |
| Selene                                                                     | Angelo e gli Angeli                                   | 1961 | 45 giri |
| Selene                                                                     | An'neris                                              | 1962 | 45 giri |
| Selene                                                                     | Torquato e i Quattro                                  | 1963 | 45 giri |
| Sì sì sì                                                                   | Claudio Villa                                         | 1961 | 45 giri |
| Sì sì sì                                                                   | Pat Boone                                             | 1962 | |
| Sole malato                                                                | Roberto Murolo                                        | 1994 | Tu si' 'na cosa grande: Tributo                                                                                  |
| Sole malato                                                                | Morgan                                                | 2012 | Italian Songbook Volume 2                                                                                        |
| Sopra i tetti azzurri del mio pazzo amore                                  | Gidiuli                                               | 1967 | 45 giri |
| Strada 'nfosa                                                              | Wera Nepy                                             | 1958 | EP |
| Strada 'nfosa                                                              | Pino di Modugno                                       | 1980 | Anema e core |
| Strada 'nfosa                                                              | Elio Mauro                                            | 1958 | EP |
| Strada 'nfosa                                                              | Corrado Lojacono                                      | 1958 | 45 giri |
| Strada 'nfosa                                                              | Nicola Arigliano                                      | 1958 | 45 giri Columbia, SCMQ 1110                                                                                      |
| Strada 'nfosa                                                              | Mina                                                  | 2001 | Sconcerto |
| Strada 'nfosa                                                              | Roberto Murolo                                        | 1994 | Tu si' 'na cosa grande: Tributo                                                                                  |
| Tambureddu (Lu)                                                            | Folkabbestia                                          | 2005 | Pèrche. 44 date in fila per tre col resto di due                                                                 |
| Tambureddu (Lu)                                                            | Teresa De Sio                                         | 2007 | Sacco e Fuoco |
| Tre briganti e tre somari                                                  | Folkabbestia                                          | 2006 | 25-60-38. Breve saggio sulla canzone italiana                                                                    |
| Tu si' 'na cosa grande                                                     | Ornella Vanoni                                        | 1964 | 45 giri |
| Tu si' 'na cosa grande                                                     | I Vianella                                            | 1976 | Napoli vent'anni dopo                                                                                            |
| Tu si' 'na cosa grande                                                     | Il Giardino dei Semplici                              | 1985 | Ed è subito Napoli                                                                                               |
| Tu si' 'na cosa grande                                                     | Nino D'Angelo                                         | 1988 | Le canzoni che cantava mammà                                                                                     |
| Tu si' 'na cosa grande                                                     | Renato Zero                                           | 2000 | Tutti gli Zeri del mondo                                                                                         |
| Tu si' 'na cosa grande                                                     | Mina                                                  | 2001 | Sconcerto |
| Tu si' 'na cosa grande                                                     | Roberto Murolo e Pietra Montecorvino                  | 1994 | Tu si' 'na cosa grande: Tributo                                                                                  |
| Tu si' 'na cosa grande                                                     | Gigi Finizio                                          | 2002 | Finizio Live - In due parole (registrazioni di concerti Live dal Palapartenope di Napoli e dal Teatro Politeama) |
| Tu si' 'na cosa grande                                                     | Massimo Ranieri                                       | 2003 | Nun è acqua |
| Tu si' 'na cosa grande                                                     | Anna Tatangelo                                        | 2003 | Attimo x attimo                                                                                                  |
| Tu si'na cosa grande                                                       | Mirella Fiore                                         | 2004 | Amore vero |
| Tu si' 'na cosa grande                                                     | Sal da Vinci                                          | 2005 | Anime napoletane                                                                                                 |
| Tu si' 'na cosa grande                                                     | Anna Calemme                                          | 2006 | Nà Maschera |
| Tu si' 'na cosa grande                                                     | Radiodervish                                          | 2006 | Amara terra mia                                                                                                  |
| Tu si' 'na cosa grande                                                     | Orietta Berti                                         | 2008 | Swing - Un omaggio alla mia maniera                                                                              |
| Tu si' 'na cosa grande                                                     | Mario Trevi                                           | 2010 | Napoli Turbo Folk, dal vivo                                                                                      |
| U pisci spada                                                              | Gerardina Trovato                                     | 2005 | La collezione completa                                                                                           |
| Vecchio frac                                                               | Enrico Ruggeri                                        | 1984 | Presente |
| Vecchio frac                                                               | Panoramics                                            | 1990 | (Union-compilation)                                                                                              |
| Vecchio frac                                                               | Angela                                                | 1996 | Dolci pensieri                                                                                                   |
| Vecchio frac                                                               | Antonella Serà                                        | 2004 | Oro & blu |